# Ana Suelly Câmara Cabral
Ana Suelly Arruda Câmara Cabral é uma linguista brasileira especialista em línguas indígenas sul-americanas, especialmente as línguas tupis. É professora do Departamento de Linguística, Português e Línguas Clássicas da Universidade de Brasília. Atualmente é vice-coordenadora do Laboratório de Línguas e Literaturas Indígenas da Universidade de Brasília (LALLI/UnB).

## Publicações selecionadas
- Considerations on the concepts of language and dialect: the case of Asuriní of Tocantins and Parakanã (Rodrigues & Cabral 2009) (em inglês)
- A contribution to the linguistic history of the Língua Geral Amazônica (Rodrigues & Cabral 2011) (em inglês)
- Expressão do caso argumentativo em três línguas Tupí-Guaraní (Cabral, Silva & Sousa 2013)
- The interface of stress and nasality in Tupí-Guaraní languages in a historical perspective (Rodrigues & Cabral 2011) (em inglês)
- Reduções lexicais e gramaticais na fala dos últimos falantes nativos do Kokáma no Brasil (Viegas & Cabral 2009)
- Expressões de modalidade em línguas da família Tupí-Guaraní (Kamaiwra, Cabral, Solano & Naves 2009)
- Evidências lingüísticas para a reconstrução de um nominalizador de objeto **-mi- em Proto-Tupí (Rodrigues, Cabral & Silva 2006)
- A posição da língua Akuntsú na família lingüística Tuparí (Aragon & Cabral 2005)
- Sobre o sistema pessoal da língua Xetá (Cabral, Rodrigues & Vasconcelos 2005)
- Ensurdecimento vocálico em Zo'é (Cabral, Rodrigues & Carvalho 2010)
- A origem e o desenvolvimento de orações dependentes nas famílias do tronco lingüístico Tupi (Rodrigues & Cabral 2006)
- Different histories, different results: the origin and development of two Amazonian languages (Cabral 2011) (em inglês)
- Contact-induced language change in the western Amazon: The non-genetic origin of the Kokama language (Cabral 1995) (em inglês)
- Evidências de crioulização abrupta em Kokáma? (Cabral & Rodrigues 2003)
- Caracterização do sistema de alinhamento do Zo'é e os fatores condicionadores de suas múltiplas cisões (Cabral 2009)